# 油坊店乡 (正阳县)
油坊店乡，是中华人民共和国河南省驻马店市正阳县下辖的一个乡镇级行政单位。

## 行政区划
油坊店乡下辖以下地区：
油坊店村、余甲村、后孙庄村、赵店村、雷岗村、陈冲村、周楼村、贺寨村、王岗村、陈寨村、方庄村、吴楼村、贺庄村和阚庄村。